# The Lonely Range

The Lonely Range est un film muet américain réalisé par Allan Dwan et sorti en 1911.

## Synopsis
Charley Crawford, jeune rancher, se marie avec la fille d'un fermier et l'emmène vivre dans l'Ouest. Ils sont heureux, mais le jour vient où Crawford doit quitter son ranch pour surveiller les alentours du domaine, menacés par des bandits. La jeune femme, restée seule, commence à subir l'oppression de cette vaste prairie…

## Fiche technique
- Réalisation : Allan Dwan
- Date de sortie : États-Unis : 19 octobre 1911

## Distribution
- J. Warren Kerrigan : Charley Crawford
- Pauline Bush : Lucille Crawford